# Kloster Ettenheimmünster
Das Kloster Ettenheimmünster war eine Benediktiner-Abtei in Ettenheimmünster. Es lag etwa 500 Meter östlich der heutigen Pfarrkirche des Ortes. Der Legende nach soll das Kloster bereits im 7. Jahrhundert als Cella gegründet worden sein. In Rufach soll Bischof Eddo von Straßburg (Enkel Edico's I.) 762 zwei Hufen mit Zubehör an das von ihm erneuerte Kloster Ettenheim in der Ortenau gegeben haben. Nach den Kriegs- und Notzeiten des 17. Jahrhunderts wurde die Klosteranlage im frühen 18. Jahrhundert barock erneuert und erlebte eine kurze Blüte, bevor das Klostergebiet 1803 an den badischen Staat kam, der das Kloster aufhob und die Gebäude verkaufte. Im Lauf des 19. Jahrhunderts wurden alle Klostergebäude nach diversen Nutzungen abgerissen. Heute sind – neben der im Ort gelegenen Wallfahrts- und Pfarrkirche St. Landelin, die aber niemals die Klosterkirche war –, lediglich noch einige Ruinen des Klosters erhalten.

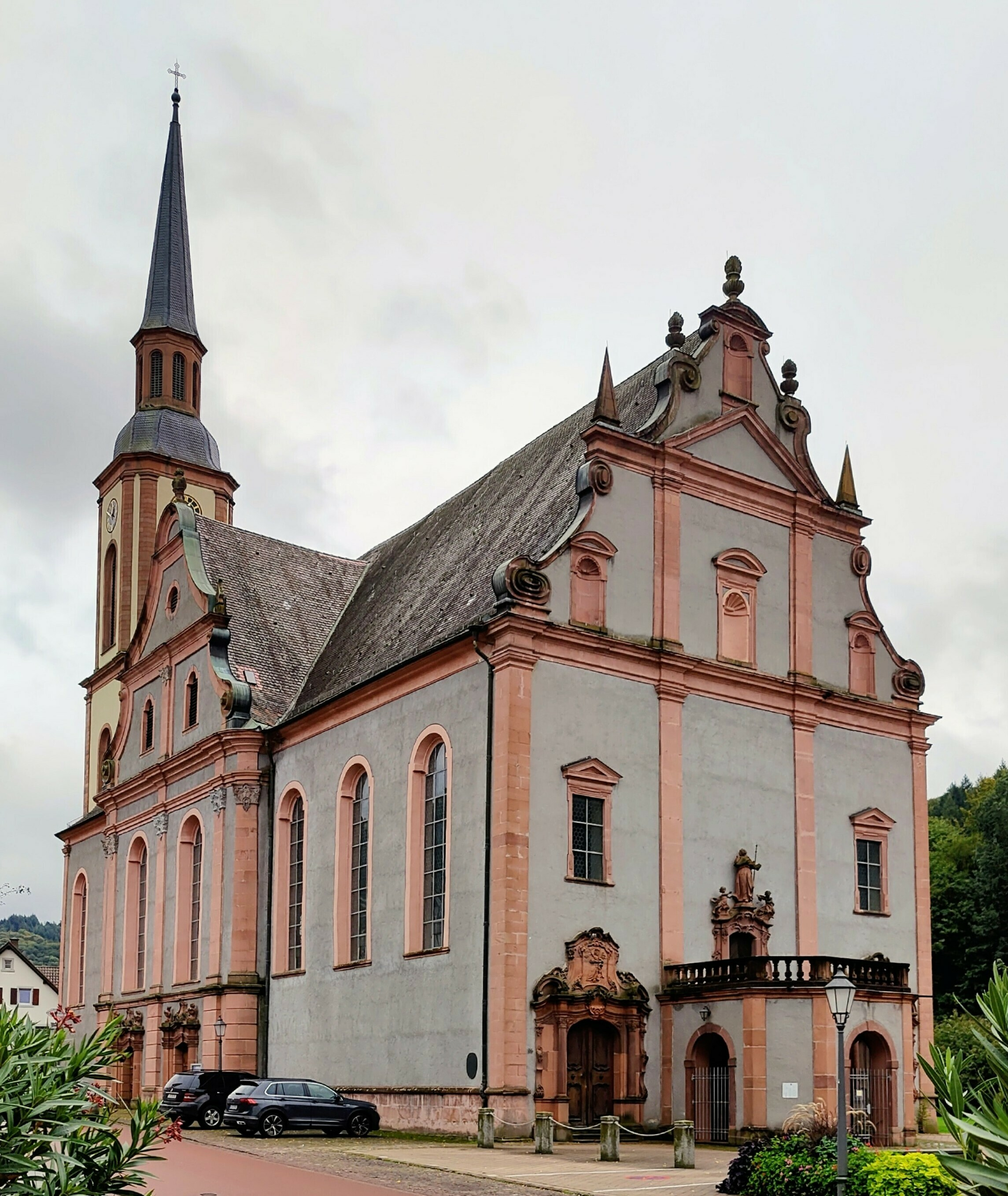
Wallfahrts- und Pfarrkirche St. Landelin, Ettenheimmünster

## Geschichte

### Gründungslegende

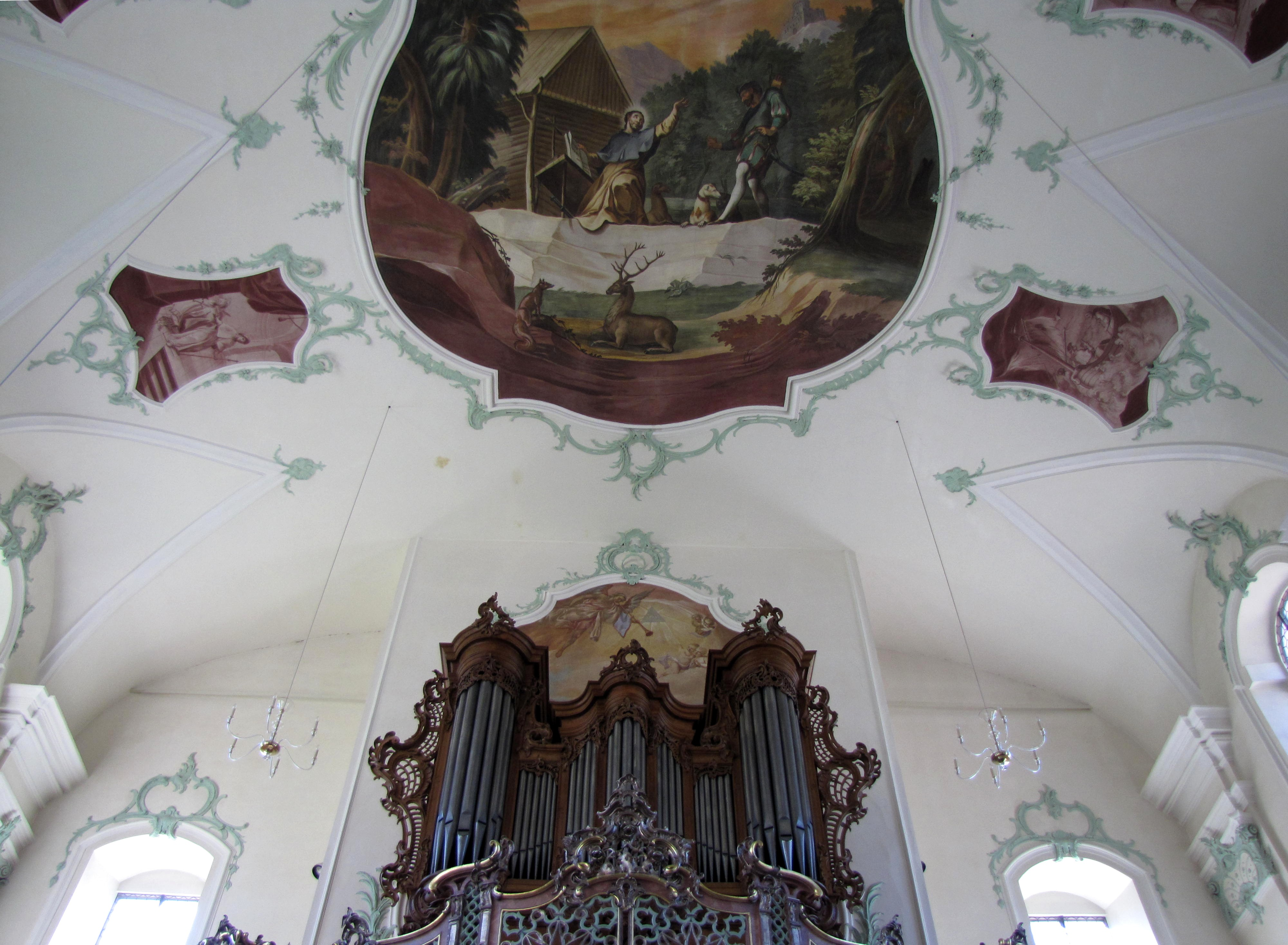
Darstellung der Gründungslegende: Fresko von Johann Anton Morath in St. Landelin

Der Legende nach geht die Klostergründung auf den heiligen Landelin von Ettenheimmünster zurück, einen irischen Mönch, der um 640 an der Stelle der heutigen Landelinsquelle von einem heidnischen Jäger ermordet worden sein soll. An der Stelle des Martyriums entsprangen nach der Legende fünf Quellen. Der spätere Bischof von Straßburg, Widegern, baute um 728 eine Kirche und ein kleines Kloster, genannt Monachorum Cella, das jedoch aus wirtschaftlichen Gründen wieder zerfiel. Unter Widegerns Nachfolger Heddo wurde das Kloster an derselben Stelle neu gegründet und mit entsprechendem Eigentum ausgestattet. Die Urkunden zur frühen Klostergeschichte, darunter das sogenannte Testament Heddos von 762 sowie die Besitzabgrenzung der Klöster Ettenheimmünster und Waldkirch von 926 werden von der Forschung als Fälschungen aus der Zeit des Investiturstreits (zwischen 1111 und 1125) betrachtet, die auf ältere, inzwischen verlorengegangene Dokumente zurückgriffen, diese aber veränderten.

### Frühe Geschichte

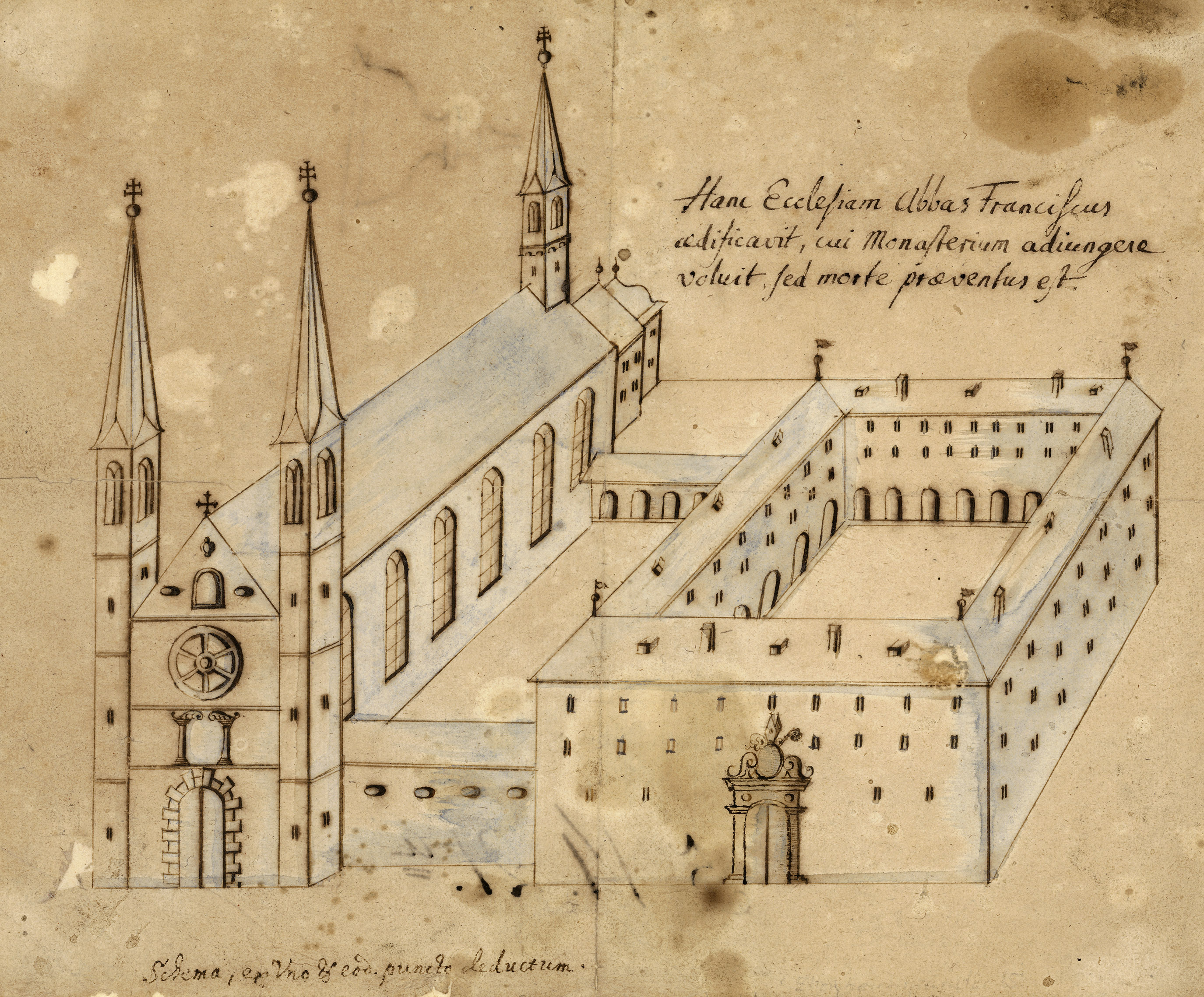
Plan für einen Neubau des Klosters Ettenheimmünster unter Abt Hertenstein, um 1683. Nur der Bau der Kirche wurde realisiert.

Die ältesten gesicherten Urkunden stammen aus der Zeit des frühen 12. Jahrhunderts. Damals unterstand das Kloster in rechtlicher Sicht dem Bistum Straßburg, mit dem es zu ständigen Auseinandersetzungen kam. Die Straßburger Bischöfe verliehen die Vogtei über das Kloster an die Herren von Geroldseck, mit denen es ebenfalls über Jahrhunderte Streitigkeiten gab. 1440 wurde das Kloster von den Vögten verwüstet. Weitere Verwüstungen hatte es im Bauernkrieg 1525 hinzunehmen. Während in den umliegenden markgräflichen und ritterschaftlichen Orten zur Zeit der Reformation das Augsburger Bekenntnis eingeführt wurde, blieb das Kloster altgläubig. Durch das Straßburger Bischofsschisma von 1592/93 kam es zum Anteil des protestantischen Bischofs Johann Georg von Brandenburg. Im Dreißigjährigen Krieg war das Kloster von schwedischen Truppen besetzt, die Mönche kamen derweil in anderen Klöstern unter. Nach dem Tod von Jakob von Geroldseck 1634 kam die Kastvogtei an die Straßburger Bischöfe zurück. Die Abtei stand durch die Folgen des Dreißigjährigen Krieges vor dem wirtschaftlichen Ruin, wurde auch in den nachfolgenden Kriegen des 17. Jahrhunderts in Mitleidenschaft gezogen und von 1676 an nochmals für drei Jahre von den Mönchen verlassen. Ein projektierter Neubau unter Abt Franz Hertenstein wurde nicht ausgeführt. Lediglich die Kirche wurde Ende des 17. Jahrhunderts neu erbaut, wobei der Ostturm einer älteren Kirche wohl erhalten blieb. Nicht weit von der Benediktinerabtei entstand ab 1687 unter Abt Maurus Geiger die Wallfahrtskirche St. Landelin, die heute als eine der schönsten barocken Sakralbauten am Oberrhein gilt. Diese Kirche dient heute der Gemeinde als Pfarrkirche.

### Kurze Blütezeit im 18. Jahrhundert
Nach dem Ende des Spanischen Erbfolgekriegs erfolgte unter Abt Johann Baptist Eck (1710–1740) durch den vorarlbergischen Baumeister Peter Thumb ab 1719 der Neubau des Klosters unter Einbeziehung der Hertenstein'schen Kirche. Das Kloster besaß eine reiche Bibliothek von mehreren Tausend Exemplaren. Nur wenige Hundert davon befinden sich heute in der Badischen Landesbibliothek. Als Musikzentrum wirkte die Abtei in dieser Zeit über den Oberrhein hinaus.

### Bischofssitz
Infolge der Französischen Revolution floh 1790 der Bischof von Straßburg, Kardinal Louis Rohan, über den Rhein und kam im Kloster unter, bis er seinen Sitz in dem für ihn umgebauten bischöflichen Amtshaus in Ettenheim nehmen konnte. Es gelang ihm aber nicht, ein rechtsrheinisches Bistum zu etablieren, sodass das Kloster bis 1803 zum Hochstift Straßburg gehörte.

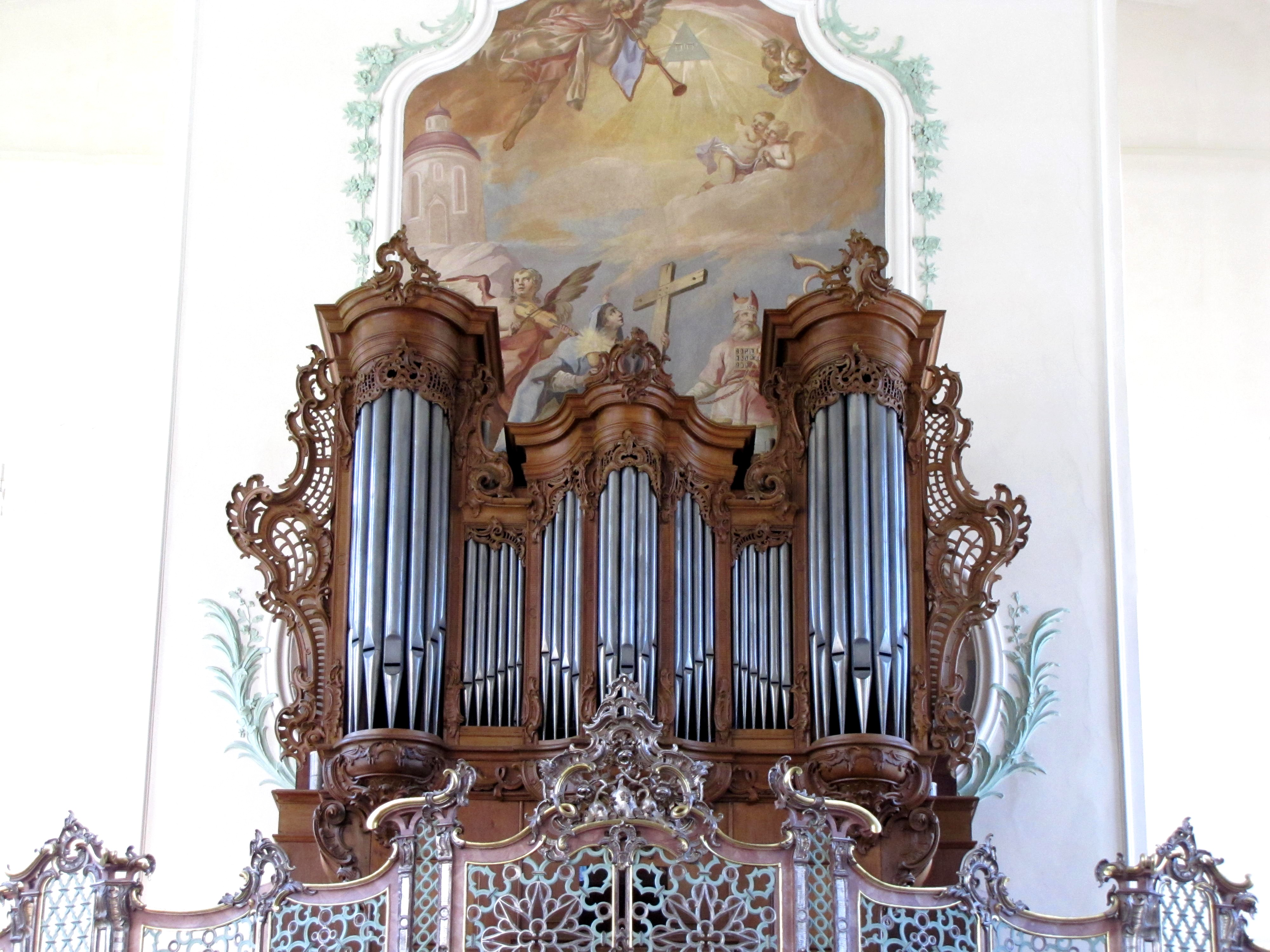
Die Orgel von Johann Andreas Silbermann
Beschreibung
Jubiläums-Konzertreihe

### Säkularisation
Im Jahre 1803 wurde das Kloster, in dem neben dem Abt noch 28 Mönche lebten, vom neu gegründeten badischen Staat, dem das Klostergebiet infolge der napoleonischen Kriege zugefallen war, säkularisiert. Die Klosteranlage wurde 1804 an private Besitzer verkauft. Das wertvolle Inventar der Kirche, unter anderem die Silbermann-Orgel, wurde in die Wallfahrtskirche St. Landelin überführt. Das Klostergebäude wurde zunächst als Zichorien-, dann als Tabakfabrik genutzt. Während der napoleonischen Kriege war es Lazarett. Schließlich wurde es auf Abbruch verkauft. Im Jahre 1860 wurde als Letztes der Turm der Kirche gesprengt, so dass nur noch die Umfassungsmauer des Klosters stehen blieb. Diese befindet sich heute östlich angrenzend an das Seniorenheim St. Marien.

### Rekonstruktionen
Ein erstes Modell der verloren gegangenen Anlage wurde aus Holz vom Ettenheimer Architekten Erich Berblinger im Maßstab 1:200 geschaffen. Es steht heute als Leihgabe im Museum der Stadt Ettenheim. Zur 1250-Jahr-Feier der Abtei im Jahr 2013 wurde auf der Grundlage zeitgenössischer Pläne und Ansichten sowie noch vorhandener Ausstattungsstücke eine virtuelle Rekonstruktion von Jörg Sieger und Karl-Heinz Häffele erstellt. Sie wurde am 17. November 2013 in Form eines 15-minütigen Filmes vorgestellt. Im Jahre 2020 erfolgte die Wiederaufnahme der Arbeiten an der 3D-Rekonstruktion. Im Unterschied zur Rekonstruktion von 2013 wurden jetzt alle Gebäude, die um 1800 in einem Gelände von vier Quadratkilometern vorhanden waren außen modelliert. Die Gebäude, die unmittelbar zur Abtei gehörten, wurden auch innen komplett rekonstruiert. Das Ergebnis ist ein 35-minütiger Film, der im Dezember 2022 fertiggestellt wurde. Am 2. März 2023 wurde er erstmals der Öffentlichkeit präsentiert.

## Liste der Äbte
| - Hidolfus - Luithardus - Reginaldus - Uto - Wolfhardus - Eberhardus - Hermannus I. - Adelbero - Adelbertus - Conradus I. - Conradus II., 1112 - Wernerus, 1125 - Fridericus - Burchardus - Henr(), abbas de Etinheim 1186 - G., abbas 1255 - Goetfrit 1269 von Ettenhein - Hermannus II. - Nicolaus I. - Hesse, abbet zuo Ettenheimmúnster, 1346 und 1363 - Nicolaus II. - Fulkes - Jacobus | - Laurentius - Andreas Kranch (Kranich), 1415 und 1419 - Heinrich Riff, apt des closters Ettenheimmünster, 1444, Heinricus(), 1451 - Hesse, 1479, Hesse von Tiersperg appt 1483 - Laurentius, 1501, appt Lorencius Effinger, 1504 - Quirinus, 1548 - Joannes - Balthasar Imser, 1560–1582 - Laurentius III., Gutjahr, 1582–1592, Abt von Kloster Altdorf und Ettenheimmünster - Severinus Wagen, 1592–1605 - Christophorus I., 1605–1608 - Christophorus II., 1608–1623 - Casparus Geiger, 1623–1634 - Placidus Vogler, 1634–1646 - Amandus Riedmüller, 1646–1652 - Franciscus Hertenstein, 1653–1686 - Maurus Geiger, 1686–1704 - Paulus Vogler, 1704–1710 - Joannes Baptista Eck, 1710–1740 - Augustin Dornblüth, 1740–1775 - Landelinus Flumen, 1774–1793 - Arbogast Häusler, 1793– †1829 |

### Persönlichkeiten
- Ildefons Haas (1735–1791), Benediktinermönch im Kloster Ettenheimmünster, Kirchenmusiker und Komponist
- Albert Kürzel (1811–1884), Pfarrer und Heimatforscher